# Формули на Грийн
В математиката и по-специално във векторния анализ формулите на Грийн (наричани още теореми, закони, изрази или идентичности на Грийн) представляват по-специално приложение на теоремата на Гаус-Остроградски (теорема за дивергенцията). Те са именувани на математика Джордж Грийн. Намират приложение в електростатиката при изчисление на електрически потенциали.
В по-долните разглеждания пространствената тримерна (n-мерна) област {\displaystyle V\subset \mathbb {R} ^{n}} е компактно множество с частично гладка гранична повърхност и {\displaystyle \phi } и {\displaystyle \psi } са две функции дефинирани в {\displaystyle V}, при което {\displaystyle \phi } и {\displaystyle \psi } са двойно непрекъснати и диференцируеми. {\displaystyle \nabla } е оператор набла.

## Първи израз на Грийн
{\displaystyle \int _{V}(\phi \nabla ^{2}\psi +\nabla \phi \nabla \psi )dV=\oint _{A}\phi {\frac {\partial \psi }{\partial n}}dA},
при което {\displaystyle A} е повърхността заграждаща обема {\displaystyle V}, {\displaystyle {\frac {\partial \psi }{\partial n}}=\nabla \psi \cdot {\vec {n}}}, a {\displaystyle {\vec {n}}} е нормалата излизаща от елемента площ {\displaystyle dA}.
При {\displaystyle \phi =\psi } израза придобива следния вид:
{\displaystyle \int _{V}(\phi \nabla ^{2}\phi +(\nabla \phi )^{2})dV=\oint _{A}\phi {\frac {\partial \phi }{\partial n}}dA},

## Втори израз на Грийн
{\displaystyle \int _{V}(\psi \nabla ^{2}\phi -\phi \nabla ^{2}\psi )dV=\oint _{A}(\psi {\frac {\partial \phi }{\partial n}}-\phi {\frac {\partial \psi }{\partial n}})dA}
|  | Тази страница частично или изцяло представлява превод на страницата Greensche Formeln в Уикипедия на немски. Оригиналният текст, както и този превод, са защитени от Лиценза „Криейтив Комънс – Признание – Споделяне на споделеното“, а за съдържание, създадено преди юни 2009 година – от Лиценза за свободна документация на ГНУ. Прегледайте историята на редакциите на оригиналната страница, както и на преводната страница, за да видите списъка на съавторите. ВАЖНО: Този шаблон се отнася единствено до авторските права върху съдържанието на статията. Добавянето му не отменя изискването да се посочват конкретни източници на твърденията, които да бъдат благонадеждни. |